# Quintette à cordes no 5 K. 593
Le Quintette à cordes no 5 en ré majeur K. 593 est un quintette à cordes composé par Mozart en décembre 1790 à Vienne. Ce quintette est écrit pour deux violons, deux altos et violoncelle.

## Structure
Ce quintette se compose de quatre mouvements :
1. Larghetto, (à 
) - Allegro (à ) - Larghetto (à 
) - Primo Tempo (à ) en ré majeur, 260 mesures
2. Adagio, en sol majeur, à 
, 104 mesures
3. Menuetto: Allegro, en ré majeur, avec le trio en ré mineur, à 
, 47 + 52 mesures
4. Allegro, en ré majeur, à 
, 279 mesures

- Durée de l'interprétation : environ 25 minutes